# Episodi di La pattuglia della strada (seconda stagione)
La seconda stagione della serie televisiva La pattuglia della strada è andata in onda negli Stati Uniti dall'8 ottobre 1956 al 1º luglio 1957 in syndication.
| nº | Titolo originale       | Prima TV USA     | Titolo italiano | Prima TV Italia |
| -- | ---------------------- | ---------------- | --------------- | --------------- |
| 1  | The Search             | 8 ottobre 1956   |                 |                 |
| 2  | Kidnap Copter          | 15 ottobre 1956  |                 |                 |
| 3  | Trailer Story          | 22 ottobre 1956  |                 |                 |
| 4  | Fisherman's Luck       | 1956             |                 |                 |
| 5  | Magazine Writer        | novembre 1956    |                 |                 |
| 6  | Typhoid Carrier        | 12 novembre 1956 |                 |                 |
| 7  | Hot Rod                | 19 novembre 1956 |                 |                 |
| 8  | Hot Cargo              | 26 novembre 1956 |                 |                 |
| 9  | Oil Lease              | 3 dicembre 1956  |                 |                 |
| 10 | Ex Con                 | dicembre 1956    |                 |                 |
| 11 | Motel Robbery          | 1956             |                 |                 |
| 12 | Stolen Car Ring        | 24 dicembre 1956 |                 |                 |
| 13 | Escaped Mental Patient | gennaio 1957     |                 |                 |
| 14 | Armored Car            | 7 gennaio 1957   |                 |                 |
| 15 | Migrant Workers        | 14 gennaio 1957  |                 |                 |
| 16 | Ranch Copter           | 21 gennaio 1957  |                 |                 |
| 17 | Amnesia                | 28 gennaio 1957  |                 |                 |
| 18 | Statute of Limitations | 4 febbraio 1957  |                 |                 |
| 19 | Resident Officer       | 11 febbraio 1957 |                 |                 |
| 20 | Psycho                 | 1957             |                 |                 |
| 21 | Counterfeit            | 1957             |                 |                 |
| 22 | Suspected Cop          | 5 marzo 1957     |                 |                 |
| 23 | Trojan Horse           | 12 marzo 1957    |                 |                 |
| 24 | Female Hitchhiker      | 18 marzo 1957    |                 |                 |
| 25 | Nitro                  | 25 marzo 1957    |                 |                 |
| 26 | Motorcycle B           | 1957             |                 |                 |
| 27 | Officer's Wife         | aprile 1957      |                 |                 |
| 28 | Stripped Cars          | 1957             |                 |                 |
| 29 | Convict's Wife         | 1957             |                 |                 |
| 30 | Reformation            | 1957             |                 |                 |
| 31 | Stolen Plane Copter    | 6 maggio 1957    |                 |                 |
| 32 | Gem Robbery            | 13 maggio 1957   |                 |                 |
| 33 | Wounded                | 20 maggio 1957   |                 |                 |
| 34 | Fake Cop               | 27 maggio 1957   |                 |                 |
| 35 | Double Cross           | 3 giugno 1957    |                 |                 |
| 36 | Narcotics              | 10 giugno 1957   |                 |                 |
| 37 | Hired Killer           | 17 giugno 1957   |                 |                 |
| 38 | Hostage Copter         | 1957             |                 |                 |
| 39 | Rabies                 | 1º luglio 1957   |                 |                 |

## The Search
- Prima televisiva: 8 ottobre 1956

### Trama
- Interpreti: Richard Vath (Irv Desmond), Gail Kobe (Susan Keefe), Pat O'Malley (Henry Beckerley), Harry Strang (Sam Brown), Laura Wood (Ellie Brown), Jack Reitzen (Grundy), Clarence Straight (Diner Counterman), William Boyett (sergente Johnson), Terry Frost (sergente Norton)

## Kidnap Copter
- Prima televisiva: 15 ottobre 1956

### Trama
- Interpreti: Robert Crosson (Jerry Watts), Sydney Smith (Ed - First Kidnapper), Ward Wood (Second Kidnapper), Terry Frost (sergente Morse - Dispatcher), Jay Douglas (ufficiale Len Dorsey), Jon Locke (ufficiale Garvey), Robert Bice (guardacaccia), Joseph Hamilton (dottor Simmons), Roy Bourgeois (Roy - Helicopter Pilot)

## Trailer Story
- Prima televisiva: 22 ottobre 1956

### Trama
- Interpreti: Jay Douglas (ufficiale Dorsey), David Carlile (Jim Rogers), Cynthia Baer (Mrs. Rogers), Diane DeLaire (Mrs. Williams), Dean Cromer (ufficiale Henderson), George Cisar (Hal Bishop), Coulter Irwin (Steve Talbot), Kathy Marlowe (Audrey Talbot), Charles Crafts (Airport Ticket Agent)

## Fisherman's Luck
- Prima televisiva: 1956

### Trama
- Interpreti: Frank J. Scannell (Gil Martin), Steve Mitchell (Joe), Ray Boyle (Hank Lloyd), Richard Walsh, Paul Barselou (Stuart Mitchell), Bruce Payne, William Boyett (sergente Johnson), Jay Douglas (ufficiale Dorsey), Charles H. Gray

## Magazine Writer
- Prima televisiva: novembre 1956

### Trama
- Interpreti: Mason Curry (Sam Dahlquist), Darlene Albert (Joyce Dahlquist), Thomas Browne Henry (Jake Mallek), David Wiley (Yeager), Hal Callie (Greer), Stuart Whitman (sergente Walters)

## Typhoid Carrier
- Prima televisiva: 12 novembre 1956

### Trama
- Interpreti: Frank Fenton (Hank Dooley), Ken Mayer (Foreman), Russ Bender (dottor Walters), Kort Falkenberg (Leonard Forbes / Lenny Frazier), Vera Geary (Helen Forbes / Helen Frazier), Paula Hill (cameriera), Vance Skarstedt (ufficiale Larrabee), Paula Raymond (cameriera)

## Hot Rod
- Prima televisiva: 19 novembre 1956

### Trama
- Interpreti: Gordon Lacy (Tommy Burke), Joel Smith (Harry Burke), Jay Douglas (ufficiale Dorsey), Vincent Perry (Mr. Drake), Harry Fleer (Earl Davis), Douglas Marshall (Bert Case), Vance Skarstedt (ufficiale Larrabee), Dean Cromer (ufficiale at Roadblock)

## Hot Cargo
- Prima televisiva: 26 novembre 1956

### Trama
- Interpreti: Hubie Kerns (Mr. Miller), John Bennes (Harry Wilkerson), David Leonard (Pop), K.L. Smith (Hitchhiker), Hal Hoover (Bemis), Stuart Whitman (sergente Walters), Jon Locke (ufficiale Garvey)

## Oil Lease
- Prima televisiva: 3 dicembre 1956

### Trama
- Interpreti: Bob J. Human (Virgil Stocker), Robert Roark (Alfred Davidson), Dick Standish (Fletcher), Howard Price (ufficiale 3427), Steve Wayne (ufficiale 3632), Jack Shea (Oil Field Foreman)

## Ex Con
- Prima televisiva: dicembre 1956

### Trama
- Interpreti: William Allyn (Al Baldwin), Lonnie Blackman (Delle Wright), Robert Brubaker (Tom Wright), Mary Hennessy (Cathy Baldwin), Dennis King Jr. (Frank Jennings), Sydney Mason (Sid Wells), Stuart Whitman (sergente Walters)

## Motel Robbery
- Prima televisiva: 1956

### Trama
- Interpreti: Rhodes Reason (Bart), Marilyn Buferd (Joan), Lynette Bernay (Karen Edwards), Matt Winston, Vance Skarstedt (ufficiale Larrabee), Richard Tretter, Robert Sherman (ufficiale - Unit 364), William Boyett (ufficiale Johnson), Grant Davis

## Stolen Car Ring
- Prima televisiva: 24 dicembre 1956

### Trama
- Interpreti: Mickey Finn (Joe Ramo), Darlene Fields (Ann), Diana Darrin (Norma), Charles Victor (Wally), Fred Kruger (Mr. Frazier), Jay Douglas (ufficiale Dorsey), John Waterbury (sergente Baker), Jack Finch (direttore della banca)

## Escaped Mental Patient
- Prima televisiva: January 1957

### Trama
- Interpreti: William Lally (Haldor Mattern), William Anders, Robert Reese, J. Anthony Hughes, Robert Sherman (ufficiale), Kathleen Mulqueen (Eileen Haley), Joe Brown Jr. (Farmer Robak), Jay Douglas (ufficiale Dorsey), Jon Locke (ufficiale Garvey)

## Armored Car
- Prima televisiva: 7 gennaio 1957

### Trama
- Interpreti: Ron Gans (Rusty Schilling), Marvin Bryan (Don Brueger), Jack Mann (Bill Franklin), Ruta Lee (Lea Franklin), Dorothy Crider (Betty Lindquist), Marx Hartman (Tiny Elton), Eleanor Howard (Dispatcher), Stephen Bradley (ufficiale Arnold), Rick Vallin (Simpson)

## Migrant Workers
- Prima televisiva: 14 gennaio 1957

### Trama
- Interpreti: Michael Monroe (Sandy Collins), Rayford Barnes (George Willis), Eddie Foy III (Jack Willis), Edmund Cobb (Ed Nash), Dan White (Joe Valentine), Stuart Whitman (sergente Walters), Stephen Bradley (ufficiale 1440)

## Ranch Copter
- Prima televisiva: 21 gennaio 1957

### Trama
- Interpreti: Douglas Henderson (George Wilson), Troy Melton (Ted Johnson), Robert Cavendish (Harry Johnson), Virginia Dale (Iris Wilson), Howard Wright (Physician), James Logan (Farmer), Vance Skarstedt (ufficiale Larrabee), Stephen Bradley (ufficiale Arnold), Roy Bourgeois (Helicopter Pilot), William Boyett (Dispatcher (voice)

## Amnesia
- Prima televisiva: 28 gennaio 1957

### Trama
- Interpreti: Michael Garth (David Karney), Maggie Magennis (Mimi Karney), Lee Trent (Physician), Jean Harvey (Neighbor), Stuart Whitman (sergente Walters), Vance Skarstedt (ufficiale Larrabee)

## Statute of Limitations
- Prima televisiva: 4 febbraio 1957

### Trama
- Interpreti: Bing Russell (Eddie Beekman), June Kirby (Barbara Franklin), Dale Van Sickel (John Weber), Holly Bane (Wyatt Beekman), Henry Rowland (Frank Loring), Alan Reynolds (Jason Tyler), Jon Locke (ufficiale Garvey)

## Resident Officer
- Prima televisiva: 11 febbraio 1957

### Trama
- Interpreti: Dennis O'Flaherty (Marty St. Clair), David Alpert (Joe Kline), Lynn Cartwright (Linda St. Clair), John Marshall (Nelson Potter), Watson Downs (Fred Davis), Terry Frost (sergente Bruce Morse)

## Psycho
- Prima televisiva: 1957

### Trama
- Interpreti: William Hudson (Guy Pemberton), Robert Shield (dottor Henry Stoddard), Stuart Whitman (sergente Walters), Terry Frost (sergente Merritt)

## Counterfeit
- Prima televisiva: 1957

### Trama
- Interpreti: Michael Whalen (Thad Docker), George Pelling (Scovill), Mark Sheeler, George Whiteman, William Boyett (ufficiale Johnson), Craig Duncan (Turner), Gene Hardy

## Suspected Cop
- Prima televisiva: 5 marzo 1957

### Trama
- Interpreti: William Boyett (ufficiale Johnson), Joyce Meadows (Ella McKay), Gene Roth (professore McKay), Stanley Clements (Chuck Jackson), Ron Foster (ufficiale Foster), Sidney Gordon (Davis), Paul Lukather (Ed Borden), Mabel Rea (infermiera), Allen O'Locklin (Johnny)

## Trojan Horse
- Prima televisiva: 12 marzo 1957

### Trama
- Interpreti: Don Eitner (Buzz Larkin), Gabe Mooradian (Charley Phelps), Frank Marlowe (Frank), Jack Daly (Jim Stone), Sam Buffington (Whitey Larkin), Howard Price (ufficiale Morrison), Vance Skarstedt (ufficiale Larrabee), Ken Christy (Tom Harrison)

## Female Hitchhiker
- Prima televisiva: 18 marzo 1957

### Trama
- Interpreti: Keith Richards (Warren Childs), Angela Stevens (The Blonde), Dayle Rodney (Charlene), George Eldredge (Doyle Houston), Irene Barton (Mrs. Johns), Frederick Ford (ufficiale Morse), Frank Kreig (Joe), James Stacy (Young Man in Car), Joe Patridge (ufficiale at Headquarters)

## Nitro
- Prima televisiva: 25 marzo 1957

### Trama
- Interpreti: Wayne Heffley (Secret Service Agent Edward Taft), John Vivyan (Richard Goff), Raymond Guth (Sam Barstow), John Parrish (Henry Warren), Russ Whitney (Jim Arnold), Terry Frost (sergente), Joe Patridge (ufficiale)

## Motorcycle B
- Prima televisiva: 1957

### Trama
- Interpreti: Charles Maxwell (Grayson), Dennis Moore (Jack Kirch), Bill Catching (Bud Merrick), William Boyett (ufficiale Johnson), Robert Sherman, David Wiley, Walter Kelley, William Vaughn

## Officer's Wife
- Prima televisiva: aprile 1957

### Trama
- Interpreti: Larry Thor (Ed Wylie), Carol Thurston (Patty March), Cecie Zito (Linda Wylie), Jack Harris (Dave Alden), William Boyett (ufficiale Stan Dixon), Scotty Morrow (Jimmy Wylie), Guy Williams (Jerry March)

## Stripped Cars
- Prima televisiva: 1957

### Trama
- Interpreti: Paul Harber (Phil Hogan), Gene Hardy (Red Hogan), Terry Frost (sergente Moore), Robert Sherman (ufficiale Johnson), George Barrows (George Bennett)

## Convict's Wife
- Prima televisiva: 1957

### Trama
- Interpreti: Norman Sturgis (Niles Brandon), Anna Lee Carroll (Betty Brandon), Stuart Whitman (sergente Walters), Vance Skarstedt (ufficiale Larrabee), Don Pethley, Morgan Shaan

## Reformation
- Prima televisiva: 1957

### Trama
- Interpreti: Cliff Ferre (Ray Summers), Elaine Riley (Ginny Summers), John Goddard (Frank Brimmer), Stuart Whitman (sergente Walters), Richard Bull (Sandy Hopak), Paul Weber (Mr. Gordon), Joe Patridge (ufficiale)

## Stolen Plane Copter
- Prima televisiva: 6 maggio 1957

### Trama
- Interpreti: Jack Edwards (James Packer), Earle Hodgins (cercatore), Dick Forester, Tom McBride (Warden Osgood), Zon Murray (CAP Captain George Bruce), Art Stewart (ufficiale Ward), Roy Bourgeois (Roy), Mark Barry, William Boyett (CAP Officer (voice), Vance Skarstedt (Dispatcher (voice)

## Gem Robbery
- Prima televisiva: 13 maggio 1957

### Trama
- Interpreti: Stuart Whitman (sergente Walters), Harold Goodwin (Raymond Harris), Gayne Whitman (dottor Corbett), Richard Bartell (George Haley), Florence Shaen (Laura Nelson), Charles Crafts (Station Master)

## Wounded
- Prima televisiva: 20 maggio 1957

### Trama
- Interpreti: Ed Nelson (Monty), Thomas Wilde (Jackie), Al Terr (dottore Elliott), Terry Frost (sergente Morris), David Halper (Tommy Evans)

## Fake Cop
- Prima televisiva: 27 maggio 1957

### Trama
- Interpreti: Billy Nelson (George Roker), Bobby Jordan (Market Manager), Barry O'Hara (Ed Beale), William A. Forester (addetto al distributore di benzina), Cynthia Leighton (Lorna Roker), Terry Frost (sergente Morris), Lou Colvin (John Tembreau), Joe Patridge (ufficiale 1410), Vance Skarstedt (Dispatcher (voice)

## Double Cross
- Prima televisiva: 3 giugno 1957

### Trama
- Interpreti: Chuck Webster (John Grolier), Jean Ruth (Alma Wigram), Stuart Whitman (sergente Walters), Bruce Wendell (Henry Wigram), Howard Ledig (Ralph Wilson), Vance Skarstedt (sergente Larrabee), George Diestel (Motel Manager), Art Stewart (Plainclothes Officer)

## Narcotics
- Prima televisiva: 10 giugno 1957

### Trama
- Interpreti: George Selk (Joe Brandon), Alan Austin (Sid Rollins), Lois Hall (Ginny Rollins), Maurice Hill (Barney Flynn), Stuart Whitman (sergente Walters), William Boyett (ufficiale Johnson), Stapleton Kent (Skipper Mason), Rand Brooks (Leo Blocker), Quintin Sondergaard (First Pusher)

## Hired Killer
- Prima televisiva: 17 giugno 1957

### Trama
- Interpreti: Bill Cassady (Tony Santell), Len Hendry (The Killer), Eve Brent (Shirley Conway), Regina Gleason (Dry Cleaners' Cashier), Hal Gerard (George Santell), Terry Frost (sergente Bruce Morse), Joe Patridge (Dispatcher), Jim O'Neill (Man in Convertible), Tom Lockwood (Stanley Hollis)

## Hostage Copter
- Prima televisiva: 1957

### Trama
- Interpreti: Brad Trumbull (Ed Kane), Ray Quinn (Ted Ellis), Stuart Whitman (sergente Walters), Glenn Dixon (Ralph O'Shea), Barbara Eden (Kathy O'Shea), Guy Prescott (Witness), Yvonne White (Lady in Convertible), Joe Patridge (ufficiale 3280), Roy Bourgeois (Helicopter Pilot)

## Rabies
- Prima televisiva: 1º luglio 1957

### Trama
- Interpreti: Aline Towne (Alice Marshall), Mimi Gibson (Kathy Marshall), Richard Emory (dottor Elliott), Gretchen Thomas (Snack stand operator), Howard Price (ufficiale), Ted Jacques (Mr. Frenchman), Rudy Solari (Ted Lathrop)